# Promontorio del Gargano
Półwysep Gargano (wł. Promontorio del Gargano lub Testa del Gargano) – półwysep w Europie Południowej, we wschodniej części Półwyspu Apenińskiego, położony nad Morzem Adriatyckim. Na południe od półwyspu znajduje się Zatoka Manfredonia.

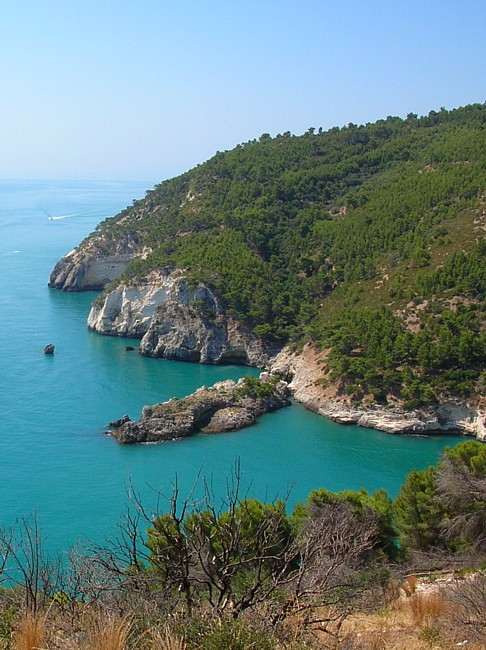
Półwysep Gargano w pobliżu Vieste

Półwysep w całości leży na terenie Włoch, należy do regionu Apulia na jego obszarze znajduje się 15 gmin. Gargano rozciąga się od wschodu do zachodu na długości 70 km i zajmuje powierzchnię ok. 2 tys. km². Na obszarze półwyspu znajdują się jeziora Varano (będące największym jeziorem przybrzeżnym Włoch) oraz Lesina. Największe miasta to: Vieste, Peschici, Rodi Garganico, Mattinata, Manfredonia, Monte Sant’Angelo, San Giovanni Rotondo. Niedaleko półwyspu leży grupa wysp Tremiti.
Wnętrze jest wyżynno-górzyste, z najwyższym wzniesieniem Monte Calvo sięgającym na wysokość 1065 m n.p.m., znaczna część powierzchni zbudowana jest z wapienia w którym rozwijają się zjawiska krasowe. Półwysep Gargano leży w strefie klimatu śródziemnomorskiego. Naturalną jego roślinność stanowi makia oraz lasy bukowe, dębowe i sosnowe. Rozwinięte rolnictwo, zwłaszcza uprawa winorośli, oliwek oraz drzew owocowych. Na półwyspie ma miejsce eksploatacja boksytów.
Rozbudowana baza turystyczna i wypoczynkowa, także turystyka pielgrzymkowa. Półwysep słynie z pięknych plaż. Na terenie półwyspu znajduje się Park Narodowy Gargano, na terenach którego znajduje się las Foresta Umbra.
Północna linia brzegowa półwyspu Gargano aż po kurort Vieste to plaże piaszczyste, z nielicznymi skalistymi klifami. Po południowej stronie półwyspu znajdują się wysokie klify oraz plaże żwirowe. Jedną z najsłynniejszych plaż jest Vignanotica z charakterystycznym białym klifem, górującym nad zatoką.
Półwysep Gargano nazywany jest Ostrogą włoskiego buta.